# 능봉
능봉(淩封)은 중국 삼국시대 오의 신료이다. 오의 맹장 능통(淩統)의 차남.
능통이 죽은 후 능봉의 형 능렬(淩烈)이 부친의 공적이 고려되어 정후(亭候)에 봉해졌으나 죄를 범하여 박탈당하였다. 그 후 능렬 대신 능봉이 정후(亭候) 작위를 계승하게 되었다.

## 관련 인물
- 능렬
- 능조
- 능통